# Jean-Jacques Debout

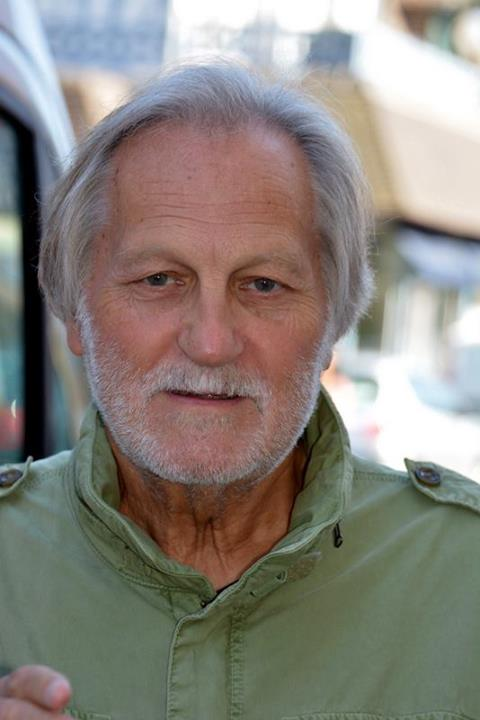
Jean-Jacques Debout (2013)

Jean-Jacques Debout (* 9. März 1940 in Paris) ist ein französischer Chansonnier, Textdichter, Komponist und Schauspielveranstalter. Er gilt als wesentlicher Repräsentant des französischen Chansons.

## Leben
Als er bei seinem Paten Raoul Breton, dem Verleger von Charles Trenet und von Charles Aznavour arbeitete, lernte er Mireille kennen, und er konnte in deren ‚Petit Conservatoire‘ eingeführt werden.
1958 fand die Aufnahme von Les boutons dorés statt. Dieses von Maurice Vidalin und Jacques Datin geschriebene Lied war ein großer Erfolg.
1962 trat er als Gastkünstler in Marlene Dietrichs Schauspiel im ‘Olympia’ auf. Er schrieb für sie Cette nuit-là; ein Lied, das sie außer auf Deutsch, auch auf Englisch (This World Of Ours), und auf Französisch sang. Er hat auch für Johnny Hallyday Pour moi la vie va commencer (1963) und für Sylvie Vartan Comme un garçon (1968) komponiert. 1973 erzielte er persönlich auf der Bühne mit Redeviens Virginie einen großen Erfolg.
Er ist mit Chantal Goya verheiratet, für die er Musicals und TV-Veranstaltungen komponiert.

## Sein Repertoire
- Au-revoir mais pas adieu
- Berlin
- Bourlingueur des étoiles
- Cendrillon
- Drôle de cité (mit Maud Rakotondravohitra)
- Elle
- Je l’ai suivie
- La Peinture en couleurs (mit Sylvie Vartan)
- Le Monde tourne à l’envers (mit Chantal Goya)
- Les Boutons dorés
- Les Cloches d’Écosse
- Le Village n’est pas la ville
- Mon capitaine | (Herr Hauptmann) (1966)[1]
- Mon cœur est en exil
- Redeviens Virginie
- Toi, tu penches la tête
- Un pour tous, tous pour un
- Vous ne saurez jamais

## Filmmusik (Auswahl)
- 1966: Masculin – Feminin oder: Die Kinder von Marx und Coca-Cola (Masculin, féminin: 15 faits précis)
- 1968: Liebe macht lustig, Liebe tut weh (L’amour c’est gai, l’amour c’est triste)
- 1972: Eglantine
- 1980: Die unmögliche Sophie (Les malheurs de Sophie)
- 2010: Gigola